# Mistrovství světa v biatlonu 2013
Mistrovství světa v biatlonu 2013 probíhalo od 6. do 17. února 2013 v areálu Vysočina Aréna v Novém Městě na Moravě ve Žďárských vrších na Českomoravské vrchovině. Jednalo se o 46. ročník mistrovství světa v biatlonu, ale první v České republice i v tehdejším Československu.
Mistrovství pořádal organizační výbor jmenovaný Českým svazem biatlonu. Jeho předsedou je Jiří Hamza, ředitelem závodů Vlastimil Jakeš. Rozpočet šampionátu činil 280 milionů korun na investice a 192 milionů korun na vlastní pořádání šampionátu.

## Program závodů
Mistrovství světa bylo oficiálně zahájeno 6. února 2013 večer na stadionu ve Vysočina Aréně. V dalších dnech proběhlo celkem 11 závodů – 5 závodů mužů, 5 závodů žen a jeden smíšený. Výsledky všech závodů se započítávaly do pořadí Světového poháru.
| Den | Datum     | Disciplína                                  | Začátek (SEČ) | Počet závodníků |
| --- | --------- | ------------------------------------------- | ------------- | --------------- |
| Čt  | 7. února  | Smíšená štafeta na 2 × 6 km + 2 × 7,5 km    | 17:30         | 27 týmů         |
| So  | 9. února  | Sprint na 10 km (muži)                      | 13:00         | 136             |
| So  | 9. února  | Sprint na 7,5 km (ženy)                     | 16:15         | 115             |
| Ne  | 10. února | Stíhací závod na 12,5 km (muži)             | 13:00         | 60              |
| Ne  | 10. února | Stíhací závod na 10 km (ženy)               | 16:15         | 60              |
| St  | 13. února | Vytrvalostní závod na 15 km (ženy)          | 17:15         | 118             |
| Čt  | 14. února | Vytrvalostní závod na 20 km (muži)          | 17:15         | 136             |
| Pá  | 15. února | Štafeta na 4 × 6 km (ženy)                  | 17:15         | 25 týmů         |
| So  | 16. února | Štafeta na 4 × 7,5 km (muži)                | 15:15         | 29 týmů         |
| Ne  | 17. února | Závod s hromadným startem na 12,5 km (ženy) | 12:00         | 30              |
| Ne  | 17. února | Závod s hromadným startem na 15 km (muži)   | 15:00         | 30              |

## Sportovci

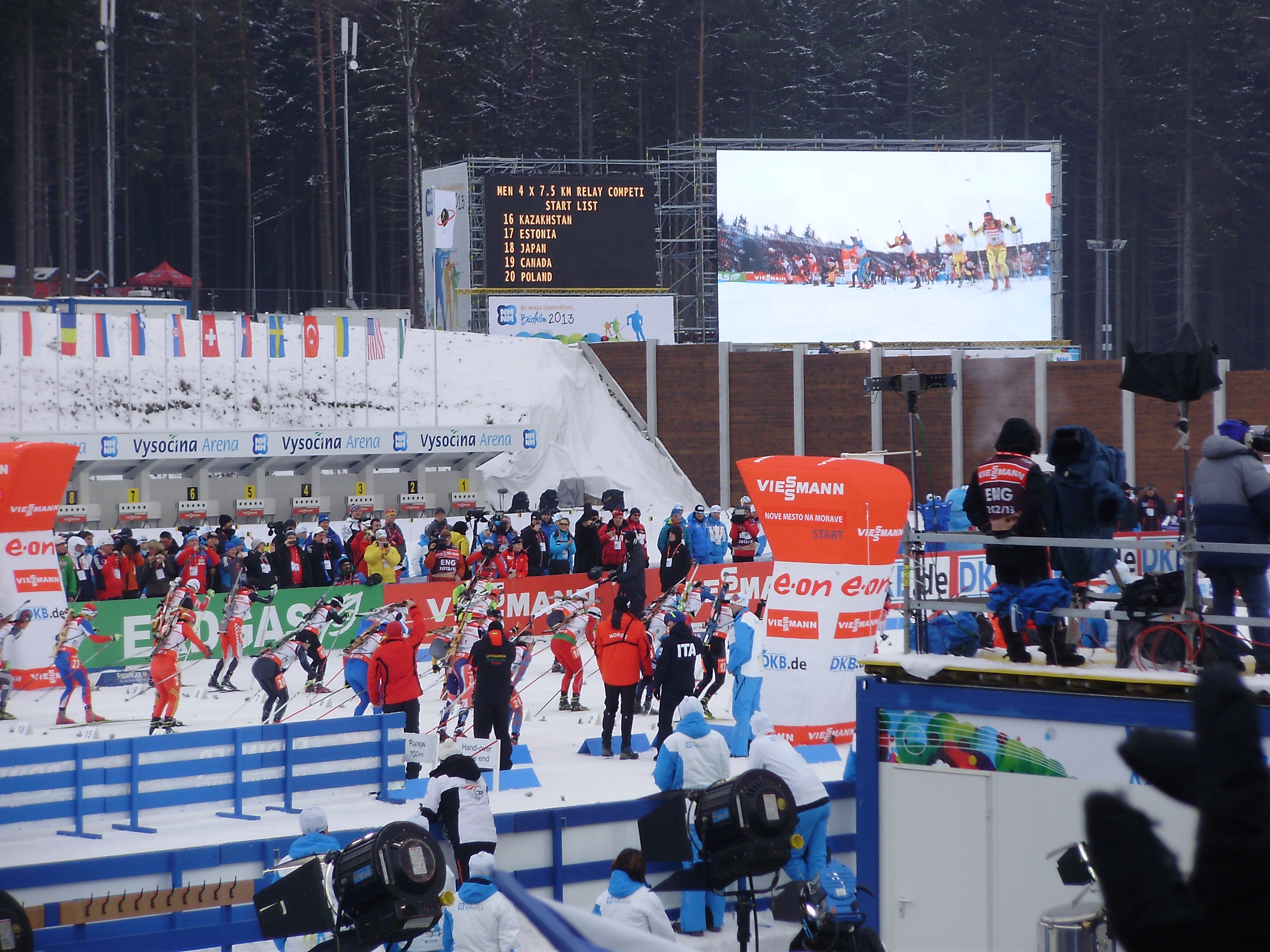
Start štafety na 4 × 7,5 km muži

Šampionátu se měli podle přihlášek zúčastnit závodníci ze 44 zemí, na poslední chvíli však odřekla Argentina. Celkem zde bylo akreditováno 725 sportovců a členů jejich doprovodu, 300 novinářů a stejný počet komentátorů a ostatních televizních pracovníků.
| Země                | Muži | Ženy |
| ------------------- | ---- | ---- |
| Andorra             | 0    | 1    |
| Austrálie           | 3    | 1    |
| Belgie              | 3    | 0    |
| Bělorusko           | 5    | 4    |
| Bosna a Hercegovina | 1    | 1    |
| Brazílie            | 0    | 1    |
| Bulharsko           | 4    | 5    |
| Česko               | 5    | 4    |
| Čína                | 4    | 5    |
| Estonsko            | 4    | 5    |
| Finsko              | 4    | 4    |
| Francie             | 5    | 4    |
| Grónsko             | 1    | 0    |
| Chorvatsko          | 2    | 0    |
| Itálie              | 5    | 5    |

| Země              | Muži | Ženy |
| ----------------- | ---- | ---- |
| Japonsko          | 4    | 4    |
| Jižní Korea       | 4    | 5    |
| Kanada            | 4    | 4    |
| Kazachstán        | 5    | 4    |
| Litva             | 5    | 3    |
| Lotyšsko          | 4    | 3    |
| Maďarsko          | 3    | 1    |
| Severní Makedonie | 2    | 0    |
| Moldavsko         | 1    | 1    |
| Německo           | 5    | 5    |
| Nizozemsko        | 1    | 1    |
| Norsko            | 5    | 5    |
| Nový Zéland       | 0    | 1    |
| Polsko            | 5    | 5    |
| Rakousko          | 6    | 5    |

| Země               | Muži | Ženy |
| ------------------ | ---- | ---- |
| Rumunsko           | 4    | 4    |
| Rusko              | 6    | 5    |
| Řecko              | 1    | 1    |
| Slovensko          | 5    | 5    |
| Slovinsko          | 5    | 4    |
| Spojené království | 4    | 3    |
| Srbsko             | 4    | 0    |
| Španělsko          | 4    | 1    |
| Švédsko            | 5    | 5    |
| Švýcarsko          | 5    | 4    |
| Turecko            | 2    | 1    |
| Ukrajina           | 5    | 6    |
| USA                | 4    | 4    |

### Čeští reprezentanti
Několik dní před začátkem šampionátu, 4. února, uveřejnil Český biatlonový svaz nominaci českých závodníků. Z žen by se měly mistrovství zúčastnit Veronika Vítková, Gabriela Soukalová, Jitka Landová, Barbora Tomešová a Veronika Zvařičová, z mužů Ondřej Moravec, Michal Šlesingr, Jaroslav Soukup, Michal Krčmář, Zdeněk Vítek a Tomáš Holubec.
Českým reprezentantům se po dobrých výkonech v sezóně 2012/2013 věřilo. Nejvíce nadějí se vkládalo do úvodní smíšené štafety; z individuálních výkonů pak do vítězky prosincového závodu Světového poháru Gabriely Soukalové, která však pro onemocnění netrénovala přes Vánoce naplno.

## Areál

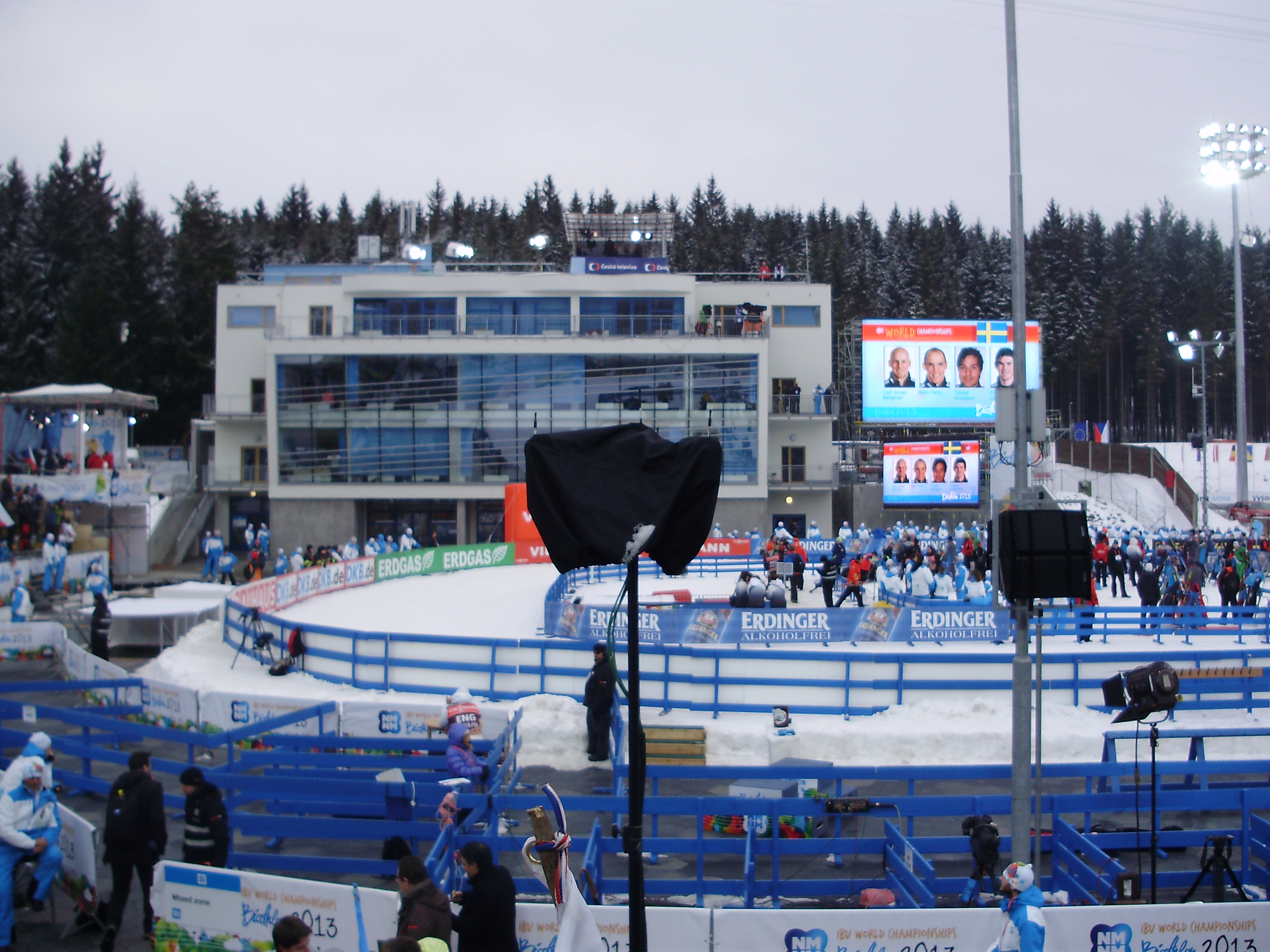
Vysočina Arena, dějiště Mistrovství světa v biatlonu 2013

Mistrovství probíhalo v areálu Vysočina nacházejícím se v Novém Městě na Moravě v Českomoravská vrchovině. Areál se nachází 2 km severozápadně od Nového Města podél silnice na Vlachovice.
Centrem areálu je Vysočina Aréna, kde se nacházejí prostory pro start, cíl a především biatlonová střelnice. Byly zde rozšířeny původní tribuny (v areálu se pravidelně koná závod v běhu na lyžích Zlatá lyže) a postaveny další provizorní s kapacitou 8 500 diváků, čímž se kapacita prostorů pro diváky včetně míst u trati rozšířila na téměř 20 000. Ceny jednodenních vstupenek se pohybovaly od 125 Kč (u trati) po 625 Kč (tribuny). Pořadatelé očekávali celkovou návštěvu okolo 150 000 diváků.
Vlastní závodní tratě byly vedeny v přilehlých většinou lesnatých úsecích nacházejících se na jih a na východ od arény.

## Historie
Mistrovství světa bylo České republice přiděleno v roce 2008. Areál a tratě byly otestovány při Mistrovství světa juniorů v roce 2011 a závodu Světového poháru v lednu 2012, i když se na nich už dříve jezdily nižší soutěže a běžně slouží k tréninku českých reprezentantů i ostatních biatlonistů.

## Medailisté

### Muži
| Disciplína                                | Zlato                                                                        | Výkon                                             | Stříbro                                                                   | Výkon                                   | Bronz                                                             | Výkon                         |
| Vytrvalostní závod (20 km) detaily        | Martin Fourcade (FRA)                                                        | 49:43,0 (0+0+0+1)                                 | Tim Burke (USA)                                                           | 50:06,5 (0+0+0+1)                       | Fredrik Lindström (SWE)                                           | 50:16,7 (0+0+0+1)             |
| Sprint (10 km) detaily                    | Emil Hegle Svendsen (NOR)                                                    | 23:25,1 (0+1)                                     | Martin Fourcade (FRA)                                                     | 23:33,2 (0+1)                           | Jakov Fak (SLO)                                                   | 23:36,3 (0+0)                 |
| Stíhací závod (12,5 km) detaily           | Emil Hegle Svendsen (NOR)                                                    | 32:35,5 (0+0+0+1)                                 | Martin Fourcade (FRA)                                                     | 32:35,6 (0+1+1+0)                       | Anton Šipulin (RUS)                                               | 32:39,1 (0+0+1+0)             |
| Závod s hromadným startem (15 km) detaily | Tarjei Bø (NOR)                                                              | 36:15,8 (0+0+0+0)                                 | Anton Šipulin (RUS)                                                       | 36:19,5 (0+0+1+0)                       | Emil Hegle Svendsen (NOR)                                         | 36:23,2 (0+1+0+0)             |
| Štafeta (4×7,5 km) detaily                | Norsko Ole Einar Bjørndalen Henrik L'Abée-Lund Tarjei Bø Emil Hegle Svendsen | 1:15:39,0 (0+1 0+2) (0+0 0+0) (0+1 0+0) (0+0 0+1) | Francie Simon Fourcade Jean-Guillaume Béatrix Alexis Bœuf Martin Fourcade | 1:16:51,8 (0+0 0+3) (0+0 0+1) (0+0 0+2) | Německo Simon Schempp Andreas Birnbacher Arnd Peiffer Erik Lesser | 1:16:57,5 (0+0 0+0) (0+0 2+3) |

### Ženy
| Disciplína                                  | Zlato                                                                            | Výkon                                   | Stříbro                                                                        | Výkon                                             | Bronz                                                                           | Výkon                                             |
| Vytrvalostní závod (15 km) detaily          | Tora Bergerová (NOR)                                                             | 44:52,5 (0+0+0+0)                       | Andrea Henkelová (GER)                                                         | 45:45,2 (0+0+0+0)                                 | Valentyna Semerenková (UKR)                                                     | 46:35,0 (1+0+0+0)                                 |
| Sprint (7,5 km) detaily                     | Olena Pidhrušná (UKR)                                                            | 21:02,1 (0+0)                           | Tora Bergerová (NOR)                                                           | 21:08,5 (0+1)                                     | Vita Semerenková (UKR)                                                          | 21:24,9 (0+0)                                     |
| Stíhací závod (10 km) detaily               | Tora Bergerová (NOR)                                                             | 28:48,4 (0+1+2+0)                       | Krystyna Pałková (POL)                                                         | 29:06,9 (0+0+1+1)                                 | Olena Pidhrušná (UKR)                                                           | 29:09,9 (0+0+2+0)                                 |
| Závod s hromadným startem (12,5 km) detaily | Darja Domračevová (BLR)                                                          | 35:54,5 (1+0+0+1)                       | Tora Bergerová (NOR)                                                           | 36:03,2 (1+0+1+0)                                 | Monika Hojniszová (POL)                                                         | 36:22,1 (0+0+1+0)                                 |
| Štafeta (4×6 km) detaily                    | Norsko Hilde Fenneová Ann Kristin Flatlandová Synnøve Solemdalová Tora Bergerová | 1:08:11,0 (0+2 1+3) (0+0 0+2) (0+0 0+1) | Ukrajina Julija Džymová Vita Semerenková Valentyna Semerenková Olena Pidhrušná | 1:08:18,0 (0+0 0+1) (0+2 0+0) (0+1 0+0) (0+0 0+1) | Itálie Dorothea Wiererová Nicole Gontierová Michela Ponzaová Karin Oberhoferová | 1:08:22,6 (0+0 0+0) (0+2 0+0) (0+0 0+2) (0+0 0+0) |

### Smíšená štafeta
| Disciplína                               | Zlato                                                                   | Výkon                                             | Stříbro                                                                            | Výkon                                             | Bronz                                                                    | Výkon                                             |
| Smíšená štafeta (2×6 + 2×7,5 km) detaily | Norsko Tora Bergerová Synnøve Solemdalová Tarjei Bø Emil Hegle Svendsen | 1:12:04,9 (0+0 0+0) (0+0 0+2) (0+1 0+0) (0+0 0+1) | Francie Marie-Laure Brunetová Marie Dorinová Habertová Alexis Bœuf Martin Fourcade | 1:12:24,9 (0+0 0+2) (0+1 0+2) (0+0 0+2) (0+0 0+1) | Česko Veronika Vítková Gabriela Soukalová Jaroslav Soukup Ondřej Moravec | 1:12:37,2 (0+2 0+1) (0+1 0+0) (0+0 0+1) (0+0 0+0) |

## Medailové pořadí

### Medailové pořadí zemí
| Pořadí | Země      | Zlato | Stříbro | Bronz | Celkově |
| ------ | --------- | ----- | ------- | ----- | ------- |
| 1.     | Norsko    | 8     | 2       | 1     | 11      |
| 2.     | Francie   | 1     | 4       | 0     | 5       |
| 3.     | Ukrajina  | 1     | 1       | 3     | 5       |
| 4.     | Bělorusko | 1     | 0       | 0     | 1       |
| 5.     | Německo   | 0     | 1       | 1     | 2       |
| 5.     | Polsko    | 0     | 1       | 1     | 2       |
| 5.     | Rusko     | 0     | 1       | 1     | 2       |
| 8.     | USA       | 0     | 1       | 0     | 1       |
| 9.     | Česko     | 0     | 0       | 1     | 1       |
| 9.     | Itálie    | 0     | 0       | 1     | 1       |
| 9.     | Slovinsko | 0     | 0       | 1     | 1       |
| 9.     | Švédsko   | 0     | 0       | 1     | 1       |
|        | Celkem    | 11    | 11      | 11    | 33      |

### Individuální medailové pořadí
| Pořadí | Závodník                       | Zlato | Stříbro | Bronz | Celkově |
| ------ | ------------------------------ | ----- | ------- | ----- | ------- |
| 1.     | Tora Bergerová (NOR)           | 4     | 2       | 0     | 6       |
| 2.     | Emil Hegle Svendsen (NOR)      | 4     | 0       | 1     | 5       |
| 3.     | Tarjei Bø (NOR)                | 3     | 0       | 0     | 3       |
| 4.     | Synnøve Solemdalová (NOR)      | 2     | 0       | 0     | 2       |
| 5.     | Martin Fourcade (FRA)          | 1     | 4       | 0     | 5       |
| 6.     | Olena Pidhrušná (UKR)          | 1     | 1       | 1     | 3       |
| 7.     | Hilde Fenneová (NOR)           | 1     | 0       | 0     | 1       |
| 7.     | Ann Kristin Flatlandová (NOR)  | 1     | 0       | 0     | 1       |
| 7.     | Ole Einar Bjørndalen (NOR)     | 1     | 0       | 0     | 1       |
| 7.     | Henrik L'Abée-Lund (NOR)       | 1     | 0       | 0     | 1       |
| 7.     | Darja Domračevová (BLR)        | 1     | 0       | 0     | 1       |
| 12.    | Alexis Bœuf (FRA)              | 0     | 2       | 0     | 2       |
| 13.    | Anton Šipulin (RUS)            | 0     | 1       | 1     | 2       |
| 13.    | Valentyna Semerenková (UKR)    | 0     | 1       | 1     | 2       |
| 13.    | Vita Semerenková (UKR)         | 0     | 1       | 1     | 2       |
| 16.    | Marie-Laure Brunetová (FRA)    | 0     | 1       | 0     | 1       |
| 16.    | Marie Dorinová Habertová (FRA) | 0     | 1       | 0     | 1       |
| 16.    | Krystyna Pałková (POL)         | 0     | 1       | 0     | 1       |
| 16.    | Andrea Henkelová (GER)         | 0     | 1       | 0     | 1       |
| 16.    | Tim Burke (USA)                | 0     | 1       | 0     | 1       |
| 16.    | Julija Džymová (UKR)           | 0     | 1       | 0     | 1       |
| 16.    | Simon Fourcade (FRA)           | 0     | 1       | 0     | 1       |
| 16.    | Jean-Guillaume Béatrix (FRA)   | 0     | 1       | 0     | 1       |
| 24.    | Veronika Vítková (CZE)         | 0     | 0       | 1     | 1       |
| 24.    | Gabriela Soukalová (CZE)       | 0     | 0       | 1     | 1       |
| 24.    | Jaroslav Soukup (CZE)          | 0     | 0       | 1     | 1       |
| 24.    | Ondřej Moravec (CZE)           | 0     | 0       | 1     | 1       |
| 24.    | Jakov Fak (SLO)                | 0     | 0       | 1     | 1       |
| 24.    | Fredrik Lindström (SWE)        | 0     | 0       | 1     | 1       |
| 24.    | Dorothea Wiererová (ITA)       | 0     | 0       | 1     | 1       |
| 24.    | Nicole Gontierová (ITA)        | 0     | 0       | 1     | 1       |
| 24.    | Michela Ponzaová (ITA)         | 0     | 0       | 1     | 1       |
| 24.    | Karin Oberhoferová (ITA)       | 0     | 0       | 1     | 1       |
| 24.    | Simon Schempp (GER)            | 0     | 0       | 1     | 1       |
| 24.    | Andreas Birnbacher (GER)       | 0     | 0       | 1     | 1       |
| 24.    | Arnd Peiffer (GER)             | 0     | 0       | 1     | 1       |
| 24.    | Erik Lesser (GER)              | 0     | 0       | 1     | 1       |
| 24.    | Monika Hojniszová (POL)        | 0     | 0       | 1     | 1       |
|        | Celkem                         | 20    | 20      | 20    | 60      |